# Tenuiphantes teberdaensis
Tenuiphantes teberdaensis es una especie de araña araneomorfa del género Tenuiphantes, familia Linyphiidae. La especie fue descrita científicamente por Tanasevitch en 2010.
El prosoma del macho es de color marrón, con manchas grises y oscuras y patas marrones; la longitud de su cuerpo es de 2,9 milímetros. La especie se distribuye por Europa: Rusia y Georgia.